# أضرار جانبية

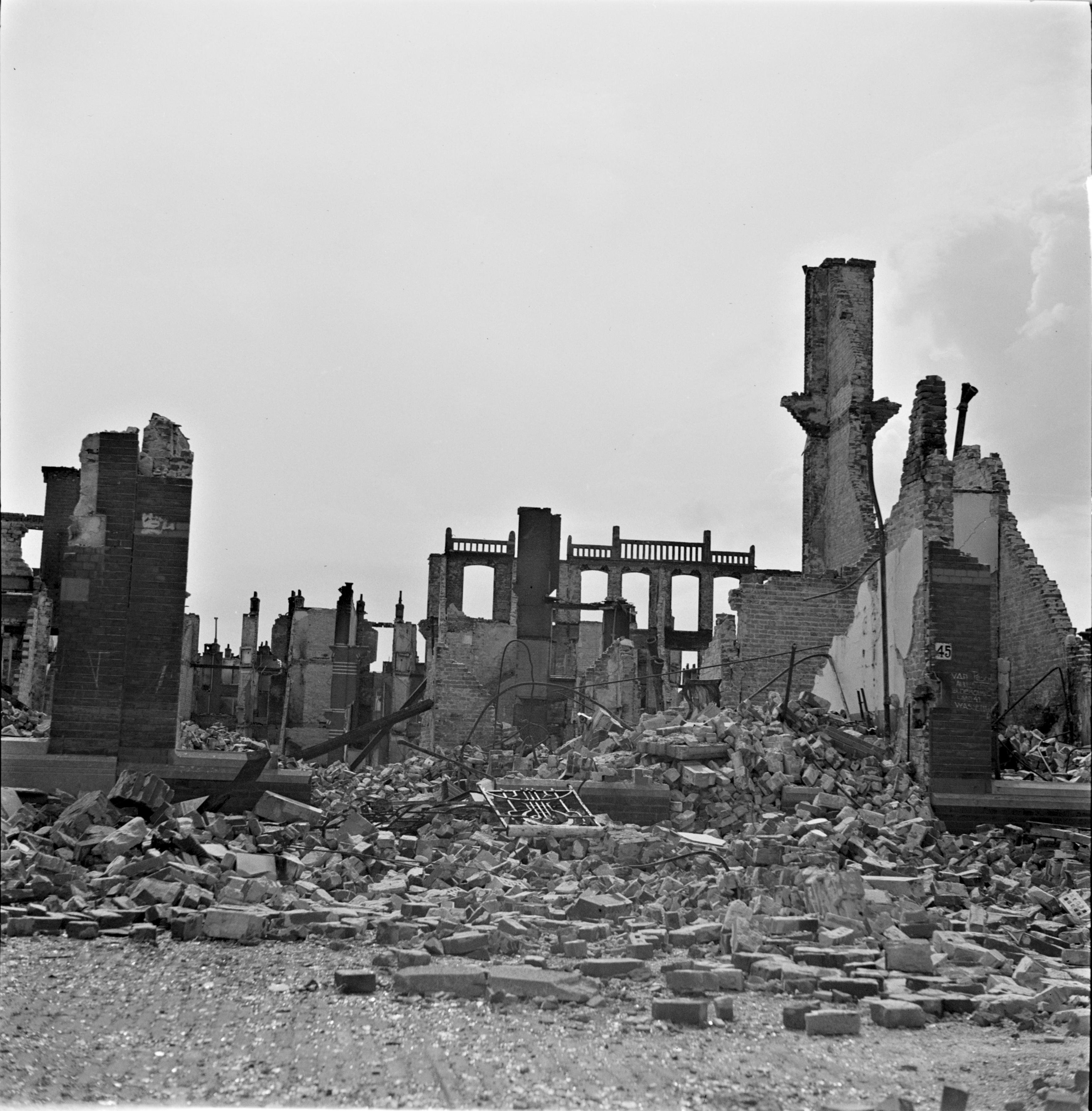

الأضرار الجانبية هي أي وفاة أو إصابة أو أي ضرر آخر غير مقصود يقع نتيجة للعمليات العسكرية.
منذ تطور الذخيرة الموجهة بدقة، تدعي القوات العسكرية بأنها قد قطعت أشواطًا طويلة نحو تقليل الأضرار الجانبية.
يرى الناقدون أن استخدام مصطلح «الأضرار الجانبية» هو أحد أشكال تنميق الكلام التي تجرّد القتلى والمصابين خلال الأعمال القتالية من صفاتهم الإنسانية، ويُستخدم لتقليل اللوم الواقع على القيادة العسكرية في فشلها في تجنب الضحايا غير المقاتلين.
لا ينطبق مصطلح الأضرار الجانبية على الخسائر التي تقع في صفوف المدنيين بسبب العمليات العسكرية التي تهدف لترويع أو قتل المدنيين التابعين للعدو (على سبيل المثال الإصرار على القصف الاستراتيجي خلال الحرب العالمية الثانية).

## الجدال
خلال حرب الخليج 1991، استخدمت قوات التحالف العبارة لوصف قتل المدنيين خلال الهجمات على الأهداف الشرعية. وفقًا للغوية الاسكتلندية ديبورا كاميرون، «الجدالات الأورويلية الكلاسيكية لإيجاد الاستخدام غير المرغوب فيه هي تلك التي تذكر:
- أنه رطانة، لدرجة أن الناس لا يستطيعون فك شفرته، فهو يخفي ما يحدث بالفعل؛
- يُعتبر أيضًا تنميقًا للكلام وتجريديًا وبلا وكيل أو تأثير، لذا حتى لو نجح الناس في ربطها بفعل حقيقي أو حدث، سيُعزلون عن أي شعور بالاشمئزاز أو انتهاك الحرمات.

في 1999، اختيرت «الأضرار الجانبية» (بالألمانية: Kollateralschaden) اللاكلمة الألمانية للعام، إذ اختارتها هيئة محكمين من الباحثين اللغويين. من خلال هذا الاختيار، انتُقد استخدام المصطلح من قِبل قوات حلف الناتو للإشارة إلى الخسائر من المدنيين خلال حرب كوسوفو، ما اعتبرته هيئة المحكمين غير إنساني وتنميقًا للكلام.

## القانون الدولي الإنساني
تُعتبر الضرورة العسكرية بجانب التمييز والتناسب ثلاثة مبادئ مهمة في القانون الدولي الإنساني، الذي يحكم الاستخدام الشرعي للقوة في الصراعات المسلحة وكيف يرتبط ذلك بالأضرار الجانبية.

تقصّى لويس مورينو أوكامبو، المدعي العام للمحكمة الجنائية الدولية الادعاءات بشأن وقوع جرائم حرب خلال غزو العراق 2003، ونشر خطابًا مفتوحًا يحتوي على النتائج. يوضح أحد الأقسام بعنوان «الادعاءات بشأن جرائم الحرب» استخدام الضرورة العسكرية والتمييز والتناسب: